# دریاچه آق‌تاش
دریاچه آق‌تاش (تاتاری کریمه‌ای: Aqtaş gölü) یک دریاچه در شبه‌جزیره کرچ و شبه‌جزیره کریمه است.